# Matrona (imię)
Matrona – imię żeńskie pochodzenia łacińskiego. Wywodzi się od słowa matrona oznaczającego "pani". Istnieją przynajmniej dwie święte katolickie o tym imieniu. Imię to było jednak popularniejsze we wschodniosłowiańskich krajach prawosławnych. 
Patronką tego imienia jest Matrona z Barcelony, dziewica i męczennica żyjąca w III wieku.
Matrona imieniny obchodzi 15 marca, 20 marca i 18 maja.
Żeński odpowiednik imienia Matron, Matronian.